# Jeong-nyeon: The Star Is Born
Jeongnyeon: The Star Is Born (en hangul, 정년이; McCune-Reischauer, Chŏngnyŏni) es una serie de televisión surcoreana escrita por Choi Hyo-bi, dirigida por Jung Ji-in, y protagonizada por Kim Tae-ri, Shin Ye-eun, Ra Mi-ran, Jung Eun-chae y Kim Yoon-hye. Está basada en un webtoon homónimo escrito y dibujado por Seo Ireh y Namon. Se emitió por el canal tvN desde el 12 de octubre hasta el 17 de noviembre de 2024, en horario de sábados y domingos a las 21:20 (hora local coreana).

## Sinopsis
Yoon Jung-nyun es una joven de Mokpo con un enorme talento para el canto, que sueña con sacar de la pobreza a su familia. Mientras canta en el mercado para atraer clientes, conoce a Moon Ok-kyung, la mayor estrella en esos años del gukgeuk, la ópera clásica femenina coreana. A través de Ok-kyung conoce este género y queda prendada de él. A pesar de la oposición de su madre, va a Seúl y se une a la compañía de teatro Maeran, con el objetivo de convertirse en la mejor actriz de gukgeuk después de la propia Ok-kyung.

## Reparto

### Principal
- Kim Tae-ri como Yoon Jung-nyun, una cantante talentosa que se traslada a Seúl desde Mokpo para convertirse en actriz de ópera tradicional coreana.[2][3]
- Shin Ye-eun como Huh Young-seo, una aprendiz que canta, baila y actúa muy bien. También es la rival de Jung-nyun.[3][4]
- Ra Mi-ran como Kang So-bok, la carismática directora de la compañía de teatro Maeran.[3][5]
  - Choi Jung-woon como So-bok en su juventud.[6]
- Jung Eun-chae como Moon Ok-kyung, la estrella más importante de la compañía de teatro Maeran.[7][8]
- Kim Yoon-hye como Seo Hye-rang, la princesa de la compañía de teatro Maeran.[9]
- Woo Da-bi como Hong Joo-ran, la primera amiga que Jung-nyun conoció en Maeran .[10][11]

### Secundario

#### Compañía degukgeukMaeran
- Hyun Seung-hee como Park Cho-rok, miembro de la compañía Maeran y rival de Jung-nyun.[10][12]
- Lee Se-young como Baek Do-aeng.[10]
- Jung Ra-el como Seo Bok-shil.[13][13]
- Cho Ah-young como Jin Yeon-hong.[10]
- Jennie Chae como Shin Won-cheol, miembro de la compañía Maeran a la que no le agrada Jung-nyun, pero pone el gukgeuk por encima de todo.[14]
- Ryoo Seung-soo como el gerente Ko Dae-il.[15]
- Jeon Se-jong como Kwon Young-seop, autor.
- Kim Byung-choon como Lee Yong-keun.
- Koo Si-yeon como Cho Soo-yeon.

#### Otros
- Jang Hye-jin como Han Ki-joo, la madre de Young-seo.[16]
- Min Kyung-ah como Huh Young-in, la hermana mayor de Young-seo.[17][18]
- Oh Kyung-hwa como Yoon Jung-ja, la hermana mayor de Jung-nyun.[15]
- Kim Tae-hoon como Park Jong-kook, productor de la emisora.[15]
- Lee Mi-do como Patricia Kim, cantante.[15]
- Woo Mi-hwa como Jeong Nam-hee, directora de la compañía de teatro Woorisori Guk.[19]
- Kang Ji-eun como Im Jin, maestra de pansori.

### Apariciones especiales
- Moon So-ri como Seo Yong-rye / Chae Gong-sun, la madre de Jung-nyun y Jung-ja, que crio a sus hijas sola mientras dejaba atrás su pasado como cantante. Se opone desesperadamente al sueño de Jung-nyun de convertirse en actriz de pansori, lo que provoca un conflicto entre ambas.[20][21]
- Lee Deok-hwa como el padre de Gong-sun.[10]
- Oh Dae-hwan como Chang-ho, un matón que cobra dinero por protección a los vendedores en un mercado de Mokpo.[22]
- Lee Soo-mi como la presidente Yang, dueña de la cafetería donde trabaja Hong Joo-ran.[23]
- Lee Min-ji como So-yi, exestudiante de magisterio que está entregando comida en la Asociación de Apoyo de la Policía Militar de Corea, y ayuda a escapar a Jeong-nyeon de sus perseguidores (ep. 6).[24]
- Jang Hee-jin como Hong-mae, miembro de la compañía Maeran, de la que es expulsada por no respetar las reglas. Al enviudar hereda una fortuna y pretende comprar Maeran para convertirlo en un hotel.

## Producción y promoción
Jeongnyeon: The Star Is Born es una producción de Studio Dragon, Studio N, Management MMM y NPIO Entertainment; fue anunciada en diciembre de 2022, y se esperaba que el rodaje comenzara en 2023. Su emisión estaba prevista en un primer momento en el canal MBC, pero surgieron diferencias de criterio con los costes de producción durante el proceso de planificación y desarrollo, y finalmente pasó a tvN. De ahí surgió una controversia judicial en la que MBC reclamó el embargo provisional de bienes de la productora en razón de daños y perjuicios, pues consideraba que se trataba de competencia desleal. La productora recurrió y en octubre de 2024 aún no se había pronunciado una sentencia sobre el caso. Aunque al principio del procedimiento legal existían temores de que pudiera afectar a la puesta en onda de la serie, la orden judicial decretaba solo el embargo, y no incluía ninguna otra medida.
La serie está basada en un webtoon homónimo escrito y dibujado por Seo Ireh y Namon. La dirección corre a cargo de Jung Ji-in, directora también de The Red Sleeve Cuff (2021). Fue precisamente la productora de esta última la que le sugirió el guion en el otoño de 2023, que comenzó a desarrollarse después de que Kim Tae-ri mostrara interés tras leer el webtoon original. Jung decidió unirse pese a sus dudas sobre la rentabilidad que, al tener un reparto casi exclusivamente femenino, podía generar la serie, así como a las dificultades técnicas derivadas del dominio del arte gukgeuk por las actrices. Kim Tae-ri declaró que había estado tres años estudiando canto para preparar su papel. También otros miembros del reparto, como Shin Ye-eun y Jung Eun-chae, dedicaron mucho tiempo de preparación para sus papeles. En agosto de 2023 se anunciaron los nombres de Kim Tae-ri, Shin Ye-eun, Ra Mi-ran y Moon So-ri (en una aparición especial) como miembros del reparto. Esta última y Kim Tae-ri se reencuentran en un plató seis años después del filme Little Forest. Por otra parte, también la actriz Kim Hee-ra iba a participar en la producción, pero su nombre fue cancelado, lo que en principio fue explicado por razones personales, pero algunos medios periodísticos señalaron en septiembre de 2023 que la razón había sido la controversia en la que se vio envuelta por su presunta participación años atrás en casos de acoso escolar.
El equipo de producción tuvo dificultades para encontrar escenarios que conservaran la ambientación de los años 50 del siglo XX; una parte se rodó en varios escenarios de Hapcheon y Suncheon, y en la capilla de la Universidad de Pyeongtaek. También fueron importantes los aportes del director de arte Han Ji-seon y el director de vestuario Cho Sang-kyung  para reproducir la atmósfera de la época.

### Promoción
El 21 de agosto de 2024 el equipo de producción lanzó los dos primeros carteles de la serie. Dos días después publicó algunas imágenes de la lectura del guion. El 20 de septiembre distribuyó los carteles de los personajes interpretados por Kim Tae-ri, Shin Ye-eun, Ra Mi-ran, Jeong Eun-chae y Kim Yun-hye. El 25 de septiembre les siguió un cartel de la serie, en bicromía y diseñado para parecerse a un folleto promocional que recluta cantantes para unirse a la compañía de teatro Maeran.
El 30 de septiembre algunos medios periodísticos anunciaron que Kim Tae-ri y otros miembros del reparto presentarían la serie ante cuatrocientos admiradores, que podrían asistir además a una proyección previa. El acto, titulado Jeongnyeon Debut Spoiler Party, tendría lugar el 10 de octubre en Yongsan CGV I'Park Mall.
Kim Tae-ri y Shin Ye-eun aparecieron como invitadas en el programa de entretenimiento web Salon Drip 2, que se emitió el 1 de octubre. Durante el mismo revelaron que se habían conocido precisamente en la preparación de esta serie, y que se reunieron muchas veces para ir a ver representaciones de ópera tradicional coreana.
El 3 de octubre de 2024 el equipo de producción publicó una entrevista escrita con el director Jeong Ji-in. En ella declaraba que la parte más difícil fueron las audiciones, por la necesidad de reunir actores que representaran «los vívidos personajes de la obra original para tener mayor vitalidad», y porque debían estar preparados en el canto, el baile y la actuación de la ópera tradicional.
El 4 de octubre se lanzó un primer avance completo.

## Audiencia
La serie resultó un gran éxito de audiencia. Comenzó con un 4,8 % (según datos de Nielsen Korea), pero a partir del segundo episodio saltó al 8,2 %, el tercer episodio registró un 9,2 %, el cuarto un 12,7 %, el quinto el 10,2 % y el sexto llegó al 13,4 %. Según Good Data Corporation, en su análisis de los temas de actualidad en el país, Jeong-nyeon: The Star Is Born ocupó el primer lugar en actualidad durante dos semanas consecutivas en todas las categorías, incluidas noticias, redes sociales, videos y artistas.
| Temporada | Temporada | Episodio número | Episodio número | Episodio número | Episodio número | Episodio número | Episodio número | Episodio número | Episodio número | Episodio número | Episodio número | Episodio número | Episodio número | Promedio |
| Temporada | Temporada | 1               | 2               | 3               | 4               | 5               | 6               | 7               | 8               | 9               | 10              | 11              | 12              | Promedio |
| --------- | --------- | --------------- | --------------- | --------------- | --------------- | --------------- | --------------- | --------------- | --------------- | --------------- | --------------- | --------------- | --------------- | -------- |
|           | 1         | 1.202           | 1.879           | 2.114           | 2.794           | 2.328           | 3.205           | 2.259           | 3.044           | 2.728           | 3.219           | 2.985           | 3.840           | 2.633    |

| Episodio | Fecha de emisión        | Índices de audiencia (Nielsen Korea) | Índices de audiencia (Nielsen Korea) |
| Episodio | Fecha de emisión        | Nacional                             | Seúl                                 |
| --- | ----------------------- | ------------------------------------ | ------------------------------------ |
| 1 | 12 de octubre de 2024   | 4,844 % (1.ª)                        | 5,678 % (1.ª)                        |
| 2 | 13 de octubre de 2024   | 8,216 % (1.ª)                        | 8,911 % (1.ª)                        |
| 3 | 19 de octubre de 2024   | 9,223 % (1.ª)                        | 8,886 % (1.ª)                        |
| 4 | 20 de octubre de 2024   | 12,728 % (1.ª)                       | 13,578 % (1.ª)                       |
| 5 | 26 de octubre de 2024   | 10,212 % (1.ª)                       | 10,182 % (1.ª)                       |
| 6 | 27 de octubre de 2024   | 13,383 % (1.ª)                       | 13,744 % (1.ª)                       |
| 7 | 2 de noviembre de 2024  | 10,146 % (1.ª)                       | 10,257 % (1.ª)                       |
| 8 | 3 de noviembre de 2024  | 12,845 % (1.ª)                       | 12,952 % (1.ª)                       |
| 9 | 9 de noviembre de 2024  | 11,995 % (1.ª)                       | 12,735 % (1.ª)                       |
| 10 | 10 de noviembre de 2024 | 14,058 % (1.ª)                       | 14,311 % (1.ª)                       |
| 11 | 16 de noviembre de 2024 | 12,762 % (1.ª)                       | 13,460 % (1.ª)                       |
| 12 | 17 de noviembre de 2024 | 16,458 % (1.ª)                       | 17,090 % (1.ª)                       |
| Promedio | Promedio                | 11,319 %                             | 12,144 %                             |
| - En la tabla superior, los números azules representan las calificaciones más bajas y los números rojos representan las más altas. - Esta serie se transmite en un canal de cable/televisión de pago, que normalmente tiene una audiencia menor respecto a las emisoras de televisión públicas/gratuitas (KBS, SBS, MBC y EBS). |                         |                                      |                                      |